# June Alison Mummery
June Mummery (1964) è un'imprenditrice e politica britannica del Partito della Brexit, europarlamentare della IX legislatura dal 2019 al 2020.

## Biografia
È cresciuta a Lowestoft. Professionalmente è legata al settore della pesca in cui la sua famiglia ha lavorato per generazioni. È diventata amministratore delegato di BFP Eastern e attivista della Lowestoft Fish Market Alliance. Ha organizzato campagne per vietare la pesca con l'uso di dispositivi elettrici nel Regno Unito e per consentire allo stato di avere un maggiore controllo sulle sue aree marittime. Nel 2019, ha aderito al Partito della Brexit. Nelle elezioni dello stesso anno, è stata eletta dalla lista di questo gruppo come membro del Parlamento europeo nella IX legislatura.